# Vlag van Spanje
De vlag van Spanje bestaat uit twee rode horizontale banen en een gele, met in de gele baan het wapen van Spanje. De gele baan is tweemaal zo hoog als ieder van de rode banen. Hierin onderscheidt Spanje zich van veel andere Europese landen die vlaggen hebben waarin alle banen een even groot oppervlak innemen. De huidige vlag werd officieel aangenomen op 19 december 1981, maar de kleurencombinatie rood-geel-rood wordt al sinds 1785 op Spaanse vlaggen gebruikt.
De versie met wapen wordt als civiele vlag, staatsvlag en oorlogsvlag gebruikt en kan dus altijd als Spaanse nationale vlag dienstdoen. De versie zonder wapen mag als alternatieve civiele vlag gebruikt worden.

## Symboliek
Aan de twee hoofdkleuren van de Spaanse vlag, rood en geel, is geen specifieke symboliek toegekend. Oorspronkelijk zijn de kleuren in 1785 door koning Karel III uitgekozen omdat ze opvielen te midden van de door wit beheerste vlaggen die andere Europese staten in die tijd voerden (zie De oorsprong van het rood-geel-rood verderop in dit artikel). Door de eeuwen heen zijn rood en geel wel steeds meer verbonden geraakt met de Spaanse staat en cultuur. De opname van het wapen in de vlag verwijst naar het gezag van de staat.
De symboliek van het wapen zelf is gericht op de gebieden die onder het gezag van het Spaanse koninkrijk staan. Het schild toont de wapens van vijf gebieden: Castilië, León, Aragón, Navarra en Granada. In het centrum bevindt zich het wapen van de regerende dynastie, het Huis Bourbon. Het schild, dat geplaatst is tussen de Zuilen van Hercules met het staatsmotto Plus Ultra, wordt gekroond door de gouden Spaanse koningskroon.

## Ontwerp

### Specificaties
De hoogte-breedteverhouding van de vlag is 2:3. Van de hoogte wordt de helft ingenomen door de gele baan, terwijl elke rode baan een kwart van de hoogte inneemt.
De hoogte van het wapen is gelijk aan twee vijfde van de hoogte van de vlag en staat even ver van de boven- als van de onderzijde van de vlag. Normaliter staat het wapen iets vanaf de stokzijde, maar bij kleine vlaggen mag het wapen in het midden geplaatst worden.

### Kleuren
De kleuren van de vlag waren in de Spaanse grondwet van 1978 kortweg gedefinieerd als amarillo (geel) en roja (rood). Voor 1978 werd de middelste band specifieker gedefinieerd als amarillo gualda (het geel van de resedaplant), een beschrijving die ooit werd bedacht door schrijver en senator Camilo José Cela.
In 1981 werd Cela's definitie weer in gebruik genomen, en werden de kleuren nader gespecificeerd.
| Kleurenschema                 | Rood              | Geel               |
| ----------------------------- | ----------------- | ------------------ |
| CIELAB (H* in graden, C*, L*) | 35.0, 70.0, 37.0  | 85.0, 95.0, 80.0   |
| CIE (x, y, Y) (belichting C)  | 0.614, 0.320, 9.5 | 0.488, 0.469, 56.7 |

## Geschiedenis

Afb. 1. 1785-1931; 1843-1873 en 1874-1931

Afb. 2. Civiele vlag, 1785-1927

Afb. 3. Vlag van Spanje, 1873-1874

Afb. 4. Vlag van Spanje, 1931-1939

Afb. 5. Spaanse civiele vlag, 1931-1939

### De oorsprong van het rood-geel-rood
Toen Karel III in 1759 koning van Spanje werd, constateerde hij dat in de meeste Europese vlaggen wit een dominante kleur was en dat dit bij oorlogen vaak tot verwarring leidde. Vooral op zee gebeurde het vaak dat niet duidelijk was of bijvoorbeeld naderende oorlogsschepen van de vijand of van de eigen marine waren. Daarom liet hij zijn Minister van Marco verschillende ontwerpen voor een nieuwe marinevlag maken, met als eis dat ze van grote afstand goed zichtbaar zouden moeten zijn. De vlag die uiteindelijk in 1785 als marinevlag werd gekozen, is de directe voorganger van de huidige vlag. Het ontwerp bestond uit drie banen in de kleurencombinatie rood-geel-rood met in de gele baan het Spaanse wapen; de gele baan was tweemaal zo hoog als elk van de rode banen, hetgeen een voor die tijd unieke verhouding was. Tot 1843 was deze vlag enkel in gebruik als marinevlag, daarna (tot 1931, met een intermezzo in 1873-1874) ook als nationale vlag (afbeelding 1).
In 1785 werd ook besloten dat de koopvaardijvloot een geel-rood-geel-rood-gele vlag zou gebruiken, met onderlinge verhoudingen 1:1:2:1:1 (afbeelding 2). Deze vlag werd in 1928 vervangen door de Spaanse rood-geel-rode vlag zonder wapen, die sindsdien (met uitzondering van de periode 1931-1936) de civiele vlag is gebleven.
De herkomst van de kleuren is niet duidelijk. Een veelgehoorde theorie stelt dat de kleuren afkomstig zijn van het Aragónese rood en geel. Anderen leggen de herkomst van de kleuren bij de vlag van Napels, aangezien Karel III voordat hij koning van Spanje was geworden koning van het Koninkrijk Napels was.

### Eerste Spaanse Republiek
De Eerste Spaanse Republiek ontstond op 11 februari 1873, na de troonsafstand van koning Amadeus I. De Eerste Republiek kon zich gedurende 23 chaotische maanden handhaven, maar op 29 december 1874 werd de monarchie hersteld onder koning Alfons XII.
De regering van de Eerste Republiek verbood het gebruik van koninklijke elementen op wapens, vlaggen en andere symbolen. In eerste instantie wilde men een rood-wit-blauwe driekleur instellen, maar men besloot toch het rood-geel-rood te handhaven. De vlag bleef derhalve hetzelfde als ze was voor de instelling van de republiek, met het weglaten van de kroon op het wapen als het enige verschil (afbeelding 3).
Na de terugkeer van de monarchie werd de vlag met kroon op het wapen weer ingesteld.

### Tweede Spaanse Republiek
Op 14 april 1931 werd de monarchie omver geworpen uit onvrede over het beleid van koning Alfons XIII en vervangen door de Tweede Spaanse Republiek. Het nieuwe regime stelde een nieuwe driekleur in, in de kleurencombinatie rood-geel-indigo, met in het midden het nieuwe republikeinse wapen (afbeelding 4).
De nieuwe driekleur werd officieel aangenomen op 27 april 1931, en was sinds 6 mei ook in gebruik als vlag van het leger. Voor civiele doeleinden gebruikte men doorgaans een versie zonder wapen (afbeelding 5). De eigenlijke reden voor de aanname van de nieuwe vlag, was dat men de vorige, rood-geel-rode vlag aan het Spaanse koningshuis koppelde. Dat is echter feitelijk onjuist, omdat die vlag officieel de 'nationale vlag' was en het koningshuis eigen vlaggen gebruikte (Isabella II zelfs een indigokleurige vlag).
Men zag indigo als de kleur van Castilië en León, terwijl het rood en geel zou verwijzen naar de voormalige gebieden van de Kroon van Aragón. Hierbij moet opgemerkt worden dat de historische kleur van Castilië in werkelijkheid geen indigo is, maar karmijnrood.

### Spaanse Burgeroorlog
Tijdens de Spaanse Burgeroorlog (1936-1939) vochten troepen van de Tweede Republiek tegen nationalistische opstandelingen onder leiding van Emilio Mola, en na diens dood in 1937 onder Francisco Franco. De regeringstroepen gebruikten vanzelfsprekend de vlaggen van de Tweede Republiek.
| Vexillologisch symbool voor een buiten gebruik gestelde vlag | Vexillologisch symbool voor een buiten gebruik gestelde vlag · Vexillologisch symbool voor een militaire vlag te land en ter zee |

Verder waren aan regeringszijde de Internationale Brigades actief, een eenheid van vrijwilligers uit ruim vijftig landen. Deze eenheid gebruikte een driekleur in de kleurencombinatie rood-geel-indigo, met in het midden de rode driepuntige ster van de Internationale Brigades (afbeelding 6). Deze ster verwijst wellicht naar de communistische rode ster. Daarnaast werden vele andere vlaggen gebruikt, vaak in de kleuren van één of meer land waarvandaan de soldaten kwamen of in de stijl van de socialistische heraldiek.
De nationalistische troepen gebruikten in het begin van de Spaanse Burgeroorlog vele verschillende vlaggen, waaronder ook die van de Tweede Spaanse Republiek die ze aan het bestrijden waren.
Op 29 augustus 1936 werd besloten dat alleen nog rood-geel-rode vlaggen gevoerd zouden worden. Het was echter niet duidelijk welk wapen gevoerd moest worden, en in de praktijk werd het republikeinse wapen gebruikt (afbeelding 7). Pas op 2 februari 1938 werd door Franco een nieuw wapen ingesteld en op de vlag geplaatst. Dit wapen bestond uit een gekroond schild op de borst van een grote zwarte adelaar tussen de zuilen van Hercules.

### Spaanse Staat
De Spaanse Burgeroorlog eindigde officieel op 1 april 1939, toen Francisco Franco verklaarde dat de oorlog voorbij was en de legers van de Tweede Spaanse Republiek verslagen waren. Spanje werd officieel de Spaanse Staat. Franco, die tot zijn dood op 20 november 1975 Spanje zou regeren, stelde de vlag van 2 februari 1938 (afbeelding 8a) in als nationale vlag.
| Vexillologisch symbool voor een buiten gebruik gestelde vlag | Vexillologisch symbool voor een buiten gebruik gestelde vlag | Vexillologisch symbool voor een buiten gebruik gestelde vlag |

Op 11 oktober 1945 werd het wapen op de vlag enigszins aangepast. Zo werden onder meer de witte linten om de zuilen van Hercules vervangen door rode en werd het ontwerp van de kronen aangepast (afbeelding 8b). Deze vlag werd, en wordt anno 2023 nog steeds door tegenstanders van het Francoregime La bandera del pollo of La bandera de la gallina genoemd, de "vlag met de kip".
Na Franco's dood bleef de vlag aanvankelijk in gebruik, maar op 21 januari 1977 werd het wapen licht aangepast (afbeelding 9). De vlag van 1977 zou tot 1981 in gebruik blijven, toen de huidige vlag werd aangenomen.

## Vlaginstructie

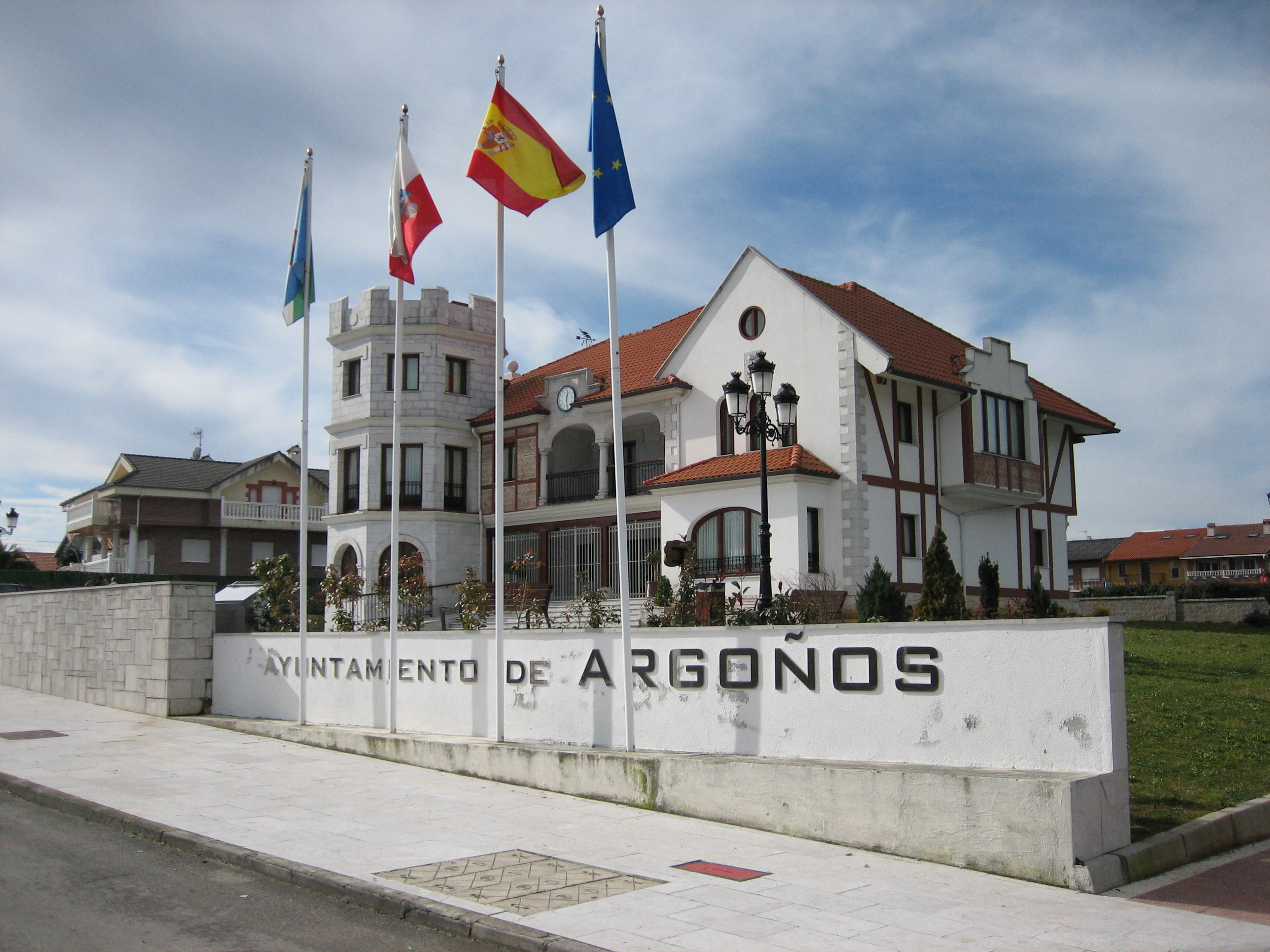
Stadhuis van Argoños, Cantabrië (Vlaggen van Argoños, Cantabrië, Spanje en Europa

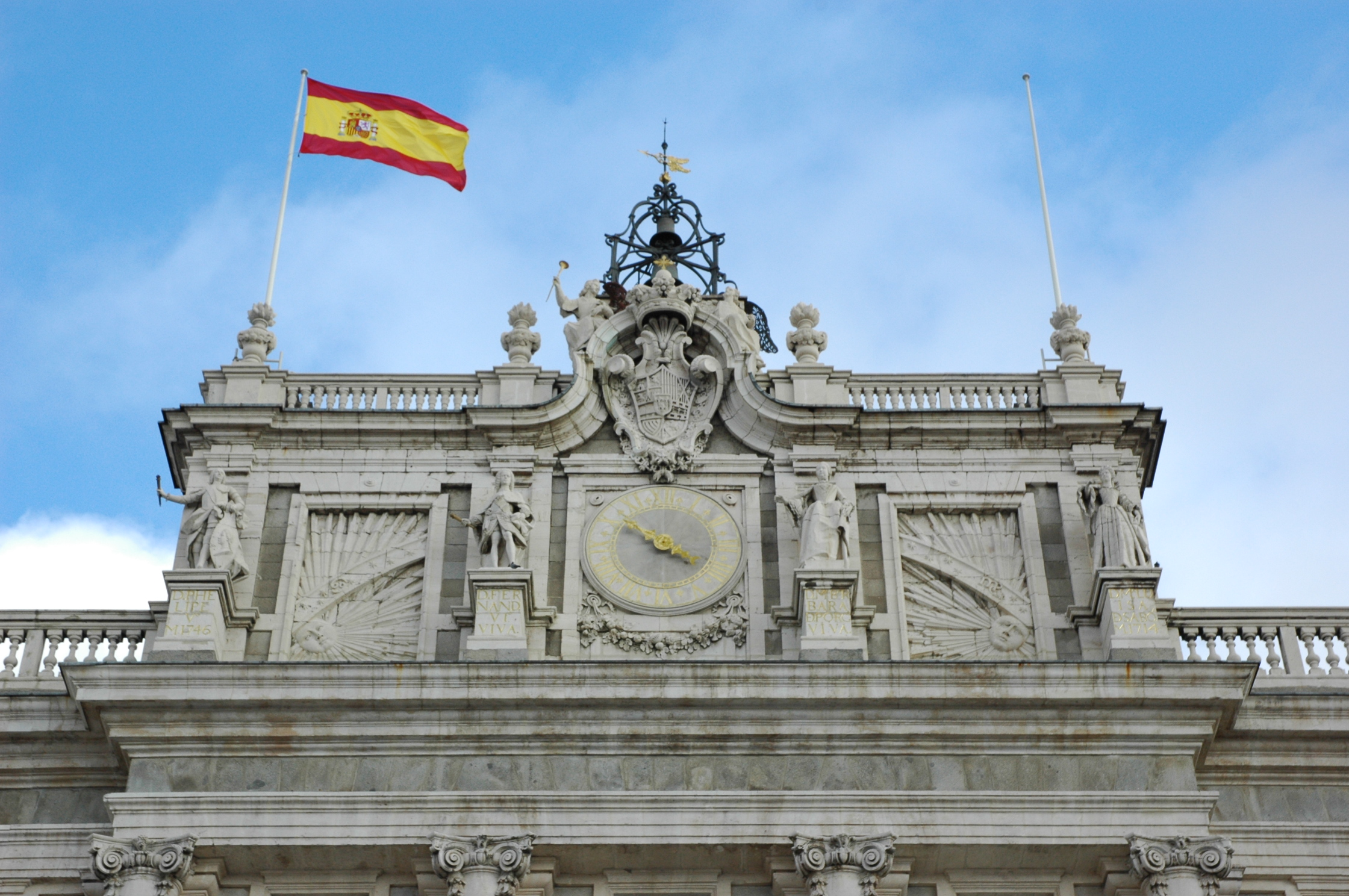
De Spaanse vlag op de zuidgevel van het Koninklijk Paleis van Madrid

De vlag mag zowel verticaal als horizontaal uitgestoken worden van openbare gebouwen, privéhuizen, commerciële panden en schepen. Ook mag ze wapperen boven pleinen en bij officiële ceremonies. De vlag mag tussen zonsondergang en zonsopkomst niet uithangen, behalve wanneer ze behoort aan staatsorganen in Spanje en het buitenland (zoals ambassades), maar dan moet ze goed verlicht zijn. De vlaggen moeten voldoen aan de wettelijke eisen en mogen nimmer beschadigd worden.

### Perioden van rouw
In perioden van rouw zijn er twee manieren met betrekking tot het vlaggebruik. De eerste methode is het halfstok hangen van de vlag, wat pas mag gebeuren nádat de vlag naar de top van de stok is gehesen. Voor vlaggen die aan de stok zijn vastgemaakt en dus niet gehesen kunnen worden is er een andere methode: het bevestigen van een zwart lint aan de vlag. Het lint, van tien centimeter breed, moet zodanig bevestigd worden dat beide einden de onderkant van de vlag raken.
Het is toegestaan om tijdens een begrafenisceremonie van overheidsbeambten, soldaten of door de premier aangewezen personen de kist te bedekken. Deze vlag moet nadien gevouwen worden en overhandigd aan de nabestaanden.

### Samen met andere vlaggen
Als de Spaanse vlag samen met andere vlaggen hangt, is de volgende volgorde correct: de Spaanse vlag, vlaggen van buitenlandse staten, de vlag van de Europese Unie, vlaggen van internationale niet-gouvernementele organisaties, militaire en overheidsstandaarden, vlaggen van autonome regio's, stadsvlaggen en anderen. Als vlaggen van andere staten samen met de Spaanse vlag hangen, moeten de vlaggen op volgorde van de namen van de landen in het Spaans gehangen worden. De enige uitzondering is wanneer de bijeenkomst waarbij gevlagd wordt een andere volgorde voorschrijft. De Spaanse vlag mag nooit kleiner zijn dan andere vlaggen in de nabijheid en een erepositie innemen.

### Het gebruik van de nationale vlag door lokale overheden

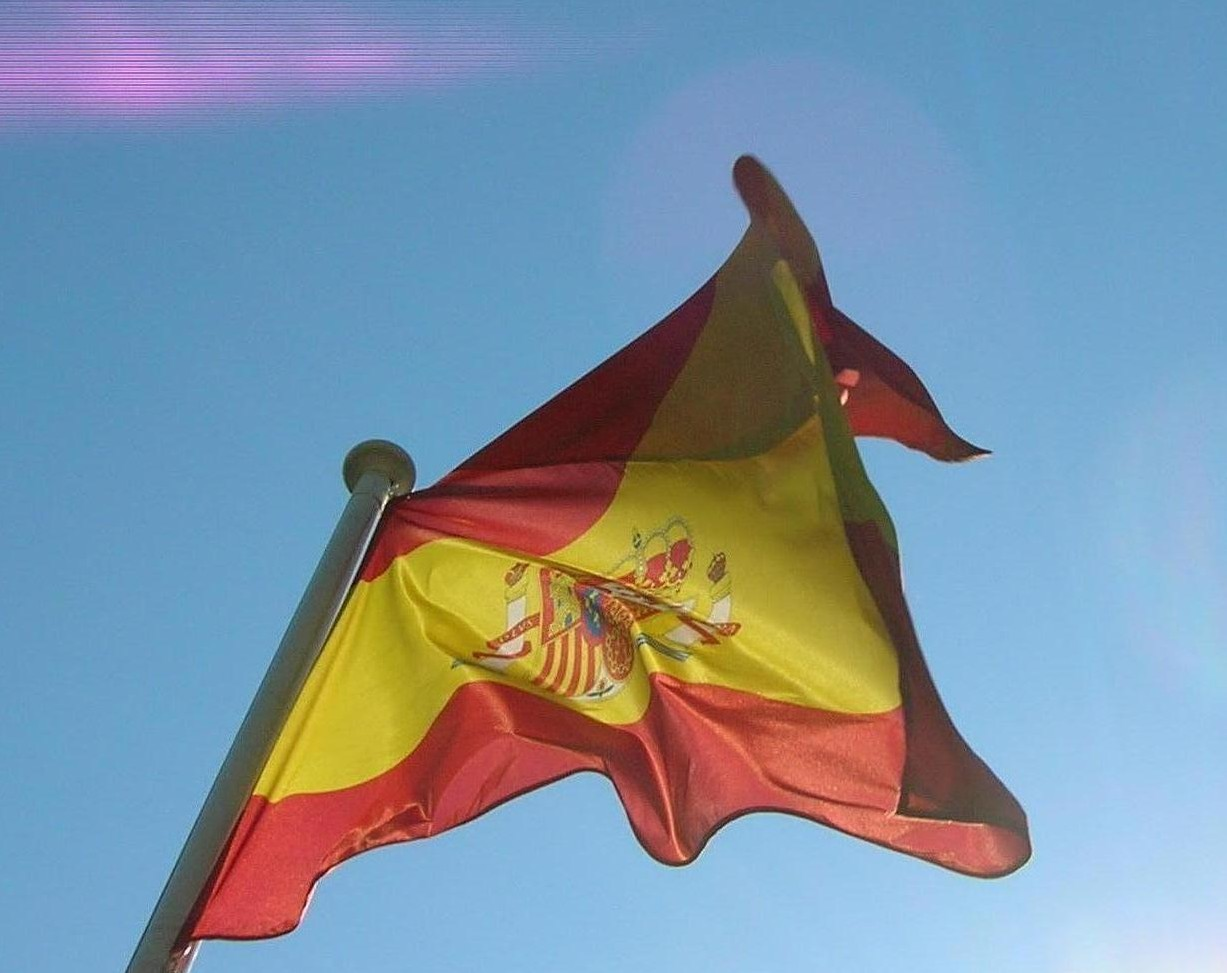
Wapperende Spaanse vlag

De wet waarmee in 1981 de huidige vlag werd aangenomen, schrijft voor dat de gebouwen van de lagere overheden voorzien moeten zijn van de Spaanse vlag en de regionale vlag van de autonome gemeenschap waartoe de betreffende gemeente behoort. In autonome gemeenschappen met sterke separatistische bewegingen zijn er echter gemeenten die hun gebouwen weigeren van de Spaanse vlag te voorzien. Vooral in Catalonië en Baskenland zijn er veel van die gemeenten, maar ook in Galicië en Navarra en op de Balearen en de Canarische Eilanden. Daarnaast is in steden als Barcelona de Spaanse vlag amper in het straatbeeld te zien, in tegenstelling tot de vlag van Catalonië. In de aanloop naar de verkiezingen van maart 2008 probeert de Partido Popular dit onder de aandacht te brengen, waarbij zij stelt dat de Spaanse vlag en de nationale eenheid niet veilig zijn bij de linkse regering van José Luis Zapatero.

## Historische vlaggen

Banier van de Spaanse koningen (1492 – 1504)
Band van Castilië van De Katholieke Koningen (voorzijde)
Band van Castilië van De Katholieke Koningen (achterzijde)
Vlag van het Koninkrijk Aragon (1035 – 1707)
Vlag van de Kroon van Aragón (1164 – 1716)
Vlag van het Koninkrijk Asturië (718 – 924)
Vlag van het Koninkrijk Castilië (1065 – 1230)
Vlag van de Kroon van Castilië (1230 – 1716)
Vlag van de Catalaanse Republiek (1641, 1873, 1931, 1934 en 2017)
Vlag van het Emiraat Córdoba (756 – 929), het Kalifaat Córdoba (929 – 1031)
Vlag van Couto Misto (12e eeuw – 1868)
Vlag van het Koninkrijk Galicië (910 – 1479)
Vlag van het Koninkrijk Granada (1238 – 1492)
Vlag van het christelijke Koninkrijk Granada (Kroon van Castilië) (1492 – 1833)
Vlag van de Iberische Unie (1580 – 1640)
Vlag van het Koninkrijk León (910 – 1230)
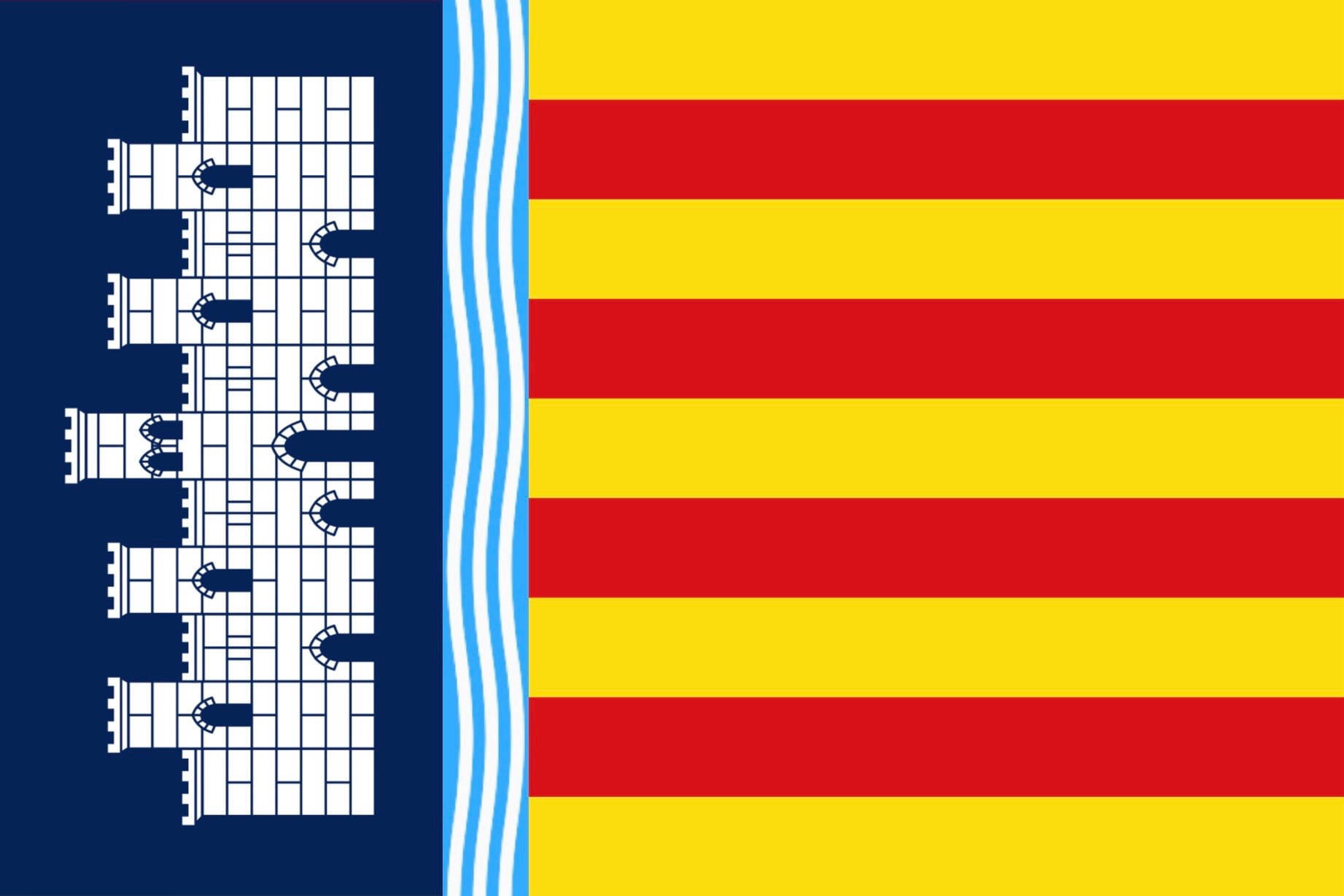
Vlag van het Koninkrijk Majorca (1231 – 1312)
Vlag van het Koninkrijk Majorca (1312 – 1715)
Vlag van het Koninkrijk Murcia (1266 – 1361)
Vlag van het Koninkrijk Murcia (1361 – 1833)
Vlag van het Koninkrijk Navarra (± 824 – 1620)
Vlag van de Omajjaden (661 – 750)
Vlag van Spanje (1479/1506 – 1701)
Vlag van Spanje (1701 – 1716), het Koninkrijk Spanje (1716 – 1760)
Vlag van het Koninkrijk Spanje (1760 – 1785)
Vlag van het Koninkrijk Toledo (1085 – 1833)
Vlag van het Graafschap Urgell (785 – 1413)
Vlag van het Koninkrijk Valencia (1238 – 1707)